# DecaNation
Der DecaNation ist ein Länderkampf in der Leichtathletik.

## Geschichte und Struktur
Der DecaNation wurde erstmals am 3. September 2005 ausgerichtet und findet jedes Jahr am Ende der Leichtathletikfreiluftsaison statt. Ausrichter und Gastgeber ist der französische Leichtathletik-Verband. Dabei lädt Frankreich jährlich bis zu sieben weitere Nationen zum Vergleichswettkampf ein. Wettkämpfe werden in, wie der Name sagt, zehn Disziplinen ausgetragen, die sich am Zehnkampf orientieren, aber regelmäßig abweichen. Die Wertung erfolgt komplett. Männer und Frauen werden zusammen gewertet und es gibt keine Einzelehrungen. Preisgelder werden nach Platzierung an die Mannschaften ausgeschüttet.

## Teilnehmer
- Frankreich (seit 2005)
- Russland (seit 2005)
- USA (seit 2005)
- Polen (2005–2006)
- Großbritannien (2005)
- Spanien (seit 2005)
- China (2005)
- Deutschland (seit 2006)
- Ukraine (2006–2008)
- Italien (2005, 2007, 2009)
- Finnland (2009)

## Disziplinen
Die ausgetragenen Disziplinen wechselten zum Teil.
- 100-Meter-Lauf
- 110-Meter-Hürdenlauf
- 800-Meter-Lauf
- 1500-Meter-Lauf
- 3000-Meter-Hindernislauf
- Hochsprung
- Diskuswurf
- Weitsprung
- Kugelstoßen
- Hammerwurf
- Speerwurf

## Sieger
| Jahr | Austragungsort | Sieger     | Zweiter     | Dritter     |
| ---- | -------------- | ---------- | ----------- | ----------- |
| 2005 | Paris          | Russland   | Frankreich  | Polen       |
| 2006 | Paris          | USA        | Deutschland | Polen       |
| 2007 | Paris          | Frankreich | Deutschland | USA         |
| 2008 | Paris          | USA        | Deutschland | Frankreich  |
| 2009 | Paris          | USA        | Deutschland | Frankreich  |
| 2010 | Annecy         | USA        | Russland    | Deutschland |
| 2011 | Nizza          | USA        | Russland    | Deutschland |
| 2012 | Albi           | USA        | Russland    | Deutschland |
| 2013 | Valence        | USA        | Russland    | Frankreich  |
| 2014 | Angers         | USA        | Frankreich  | Russland    |
| 2015 | Paris          | USA        | Russland    | Frankreich  |
| 2016 | Marseille      | Frankreich | NACAC       | Ukraine     |
| 2017 | Angers         | USA        | Frankreich  | Polen       |